# Ženevský protokol

Státy uznávající Ženevský protokol

Mezinárodní úmluva o zákazu použití plynů a bakteriologických zbraní ve válce (většinou nazýván Ženevský protokol) je mezinárodní dohoda, zakazující jako první použít chemické či biologické zbraně v mezinárodních ozbrojených konfliktech.

## Historie
Úmluva byla podepsána ve švýcarském městě Ženeva 17. června 1925 a uvedena v platnost 8. února 1928, načež byla zaregistrována do League of Nations Treaty Series 7. září 1929.

## Charakteristika
Tato úmluva řeší použití chemických či biologických zbraní, nicméně nezavazuje signatářské státy tyto zbraně nevyrábět, skladovat či transportovat. Tyto aspekty nakládání s těmito zbraněmi řeší až pozdější úmluvy, konkrétně Úmluva o zákazu biologických zbraní z roku 1972 a Úmluva o chemických zbraních z roku 1992.